# Електроразпределителни мрежи Запад
„Електроразпределителни мрежи Запад“ АД е българско предприятие за електроразпределение със седалище в София. През 2018 година обемът на продажбите му е 352 милиона лева, а размерът на активите – 909 милиона лева.
Създадено е през 2000 година с обособяването от държавната Национална електрическа компания на „Електроразпределение Столично“ АД. През януари 2005 година то е приватизирано, като основният дял от акциите му е купен от чешката компания „ЧЕЗ“. През 2007 година, в резултат на промени в регулациите, електроснабдителната дейност на предприятието е отделена в новосъздаденото „ЧЕЗ Електро България“. По-късно през същата година към „Електроразпределение Столично“ са присъединени „Електроразпределение Плевен“ и „Електроразпределение София Област“, също контролирани от „ЧЕЗ“, а в началото на 2008 година предприятието се преименува на „ЧЕЗ Разпределение България“ АД.
ЧЕЗ опитва да продаде активите си в България от 2018 г., но Комисията за защита на конкуренцията блокира сделките. След отказа от сделка от страна на Инерком, антимонополният регулатор блокира трансакцията и с Еврохолд. Еврохолд обжалва пред Административния съд на София област.  През юли 2020 г. съдът отменя решението на КЗК.
След успешната продажба, предприятието отново си променя името през 2022 г. на „Електроразпределителни мрежи Запад“ АД (ЕРМ Запад АД).